# Građanski savez (Urugvaj)
Građanski savez (špa. Unión Cívica) mala je urugvajska konzervativistička politička stranka. Prvotno je bila osnovana 1910. godine, nakon čega se brzo ugasila., da bi se 1971. ponovo osnovala izdvajanjem pojedinaca iz Urugvajske demokršćanske stranke, koja je bila više priklonjena lijevim ideologijama nego demokršćanstvu za koje je tvrdila da zastupa.
Stranka je samostalna izašla na parlamentarne izbore 2004., na kojima je prikupila 4.859 glasova i završila na 6. mjestu bez osvajanja ijednog zastupničkog mjesta u Parlamentu.
Od 2008. stranka je članica nacionalne skupine Narodne stranke, ali zbog male potpore (najčešće svega 5.000 birača) unatoč suradnji nema predstavnika u Parlamentu niti ikakvog većeg utjecaja.
Stranka je članica međunarodnog političkog saveza "Demokršćanska organizacija Amerika" (ODCA).

## Vanjske poveznice
- (šp.) Službene stranice stranke  Arhivirana inačica izvorne stranice od 26. travnja 2016. (Wayback Machine)
- (šp.) odca.org.mx - stranice ODCA-e